# España (revista)
España fue una revista publicada en Madrid entre 1915 y 1924 de periodicidad semanal, fundada por José Ortega y Gasset. Fue dirigida sucesivamente, por Ortega y Gasset, Luis Araquistáin y Manuel Azaña. Durante la Primera Guerra Mundial se significó como una publicación aliadófila.

## Historia
El escritor Luis García Bilbao fue el que puso el dinero para que, bajo el rótulo «Liga de Educación Política», se constituyeran las bases de una nueva publicación. El 29 de enero de 1915 salió su primer número con una tirada de cincuenta mil ejemplares, cifra importante para la época. En su primera página, José Ortega y Gasset escribía:

[...] Nacido del enojo y la esperanza, pareja española, sale a este mundo este semanario España. [...] Todos sentimos que esa España oficial dentro de la cual o bajo la cual vivimos no es la España nuestra, sino una España de alucinación y de inepcia [...].
Semanario España, nº 1.

Ortega la abandonó, en muy mala situación financiera, y la adoptó Luis Araquistáin, quien la puso al servicio de su financiador, la embajada británica, en febrero de 1916. En el marco de la Primera Guerra Mundial, el semanario fue uno de los medios aliadófilos más importantes en España.
Araquistáin fue director de 1916 a 1922. Fue sustituido a partir de enero de 1923 por Manuel Azaña.

[...] Desde el punto de vista intelectual, España se convirtió en el segmento de todo el descontento nacional, y, sobre todo, se pusieron de manifiesto las corruptelas nacionales. En el campo artístico, se decantó por una expresión realista y crítica. El semanario, en fin, sirvió de escaparate de todos los males que afloraban en el país [...].

## Colaboradores
- Antonio Machado colaboró en el semanario: «Elegía a Giner» (n.º 5), «Héroes de la independencia de España. Agustina de Aragón» (n.º 6), «España en paz» (n.º 9), «La mujer manchega» (n.º 35) y «A Rubén Darío» (n.º 56).
- Gerardo Diego publicó en el número 215, de 22 de mayo de 1919, el poema «Azar».
- Miguel de Unamuno publicó, desde su exilio en Francia, «La crisis del monarquismo», el 3 de marzo de 1923.
- Ramón María del Valle-Inclán publicó la primera versión de Luces de bohemia en 1920, del 31 de julio al 23 de octubre.